# Acronicta americana
Acronicta americana is een nachtvlinder uit de familie Noctuidae (uilen). De vlinder heeft een spanwijdte van 50 tot 65 millimeter. De soort komt verspreid over het oosten van Noord-Amerika voor en is daar algemeen. De vliegtijd is van april tot september. Hij overwintert als pop. De soort heeft allerlei loofbomen als waardplanten. De rups kan tot 5 centimeter lang worden en wordt gevonden van juni tot oktober.